# Bildungssystem in der Provinz Posen

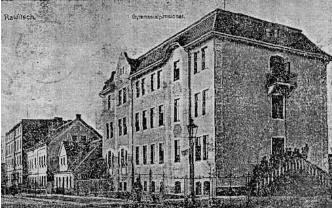
Gymnasialalumnat (Internat) in Rawitsch, um 1860

Das Bildungssystem in der Provinz Posen ähnelte den Bildungsstrukturen in anderen preußischen Provinzen im 19. und frühen 20. Jahrhundert.

## Geschichte

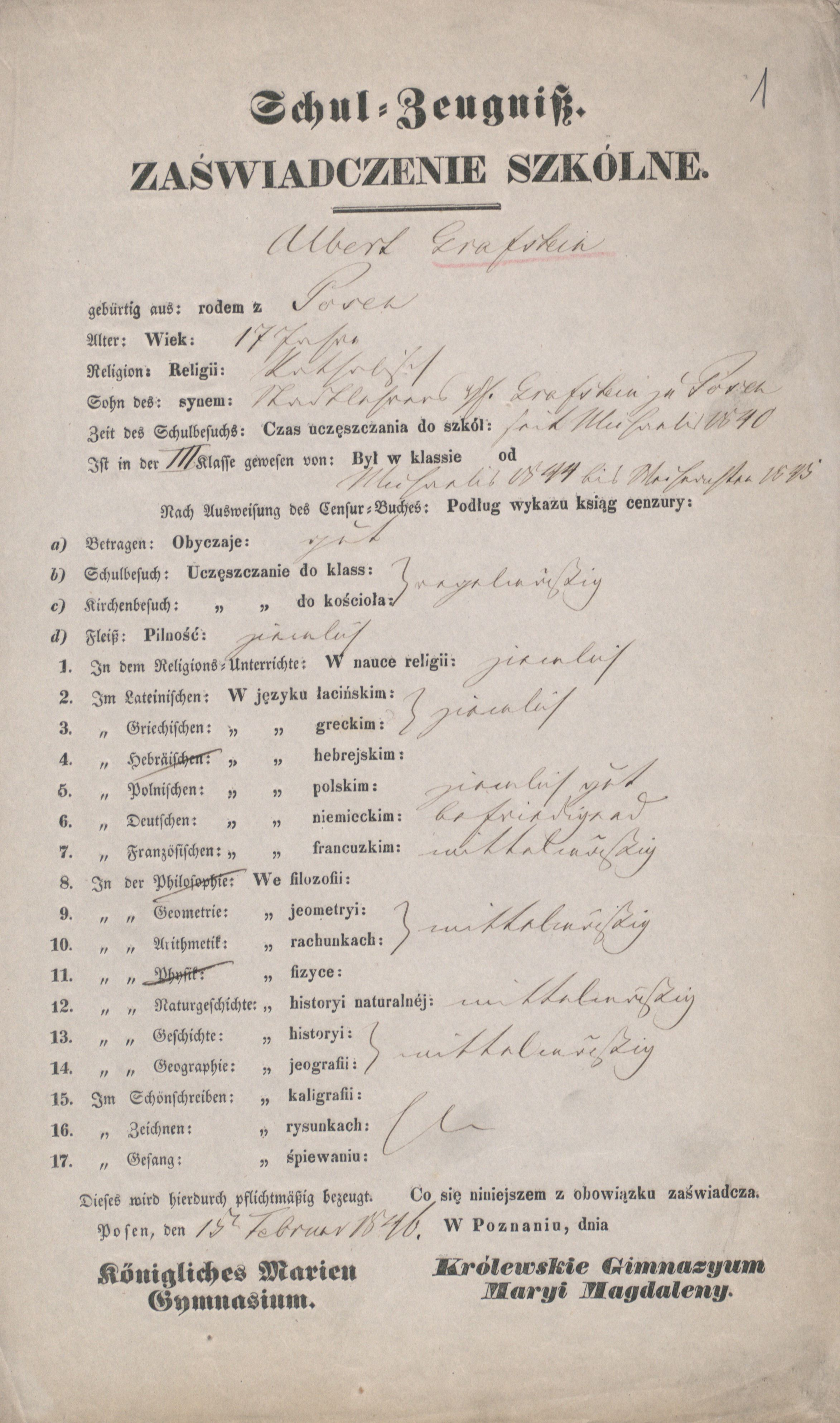
Schulzeugnis am Marien-Gymnasium Posen, 1846

1793 wurde das Gebiet Großpolen durch das Königreich Preußen annektiert. Die Bevölkerung blieb überwiegend polnisch, dazu kamen deutsche Beamte, Lehrer, Militärs, evangelische Pfarrer und weitere Siedler, meist mit ihren Familien.
Der Schulunterricht in Volksschulen und Gymnasien konnte zunächst in polnischer oder deutscher Sprache erfolgen. In den nächsten Jahrzehnten nahm der Gebrauch der deutschen Sprache als Unterrichtssprache aber allmählich zu.
Seit etwa 1872 durfte polnisch   nur noch im Bedarfsfall in Volksschulen im katholischen Religionsunterricht gesprochen werden.
Seit etwa 1890 wurden verstärkte Maßnahmen getroffen, um die deutsche Sprache und Kultur in der Region mehr zu verbreiten (Germanisierung),
1894 wurde in Posen die zentrale Kaiser-Wilhelm-Bibliothek und ein Regionalmuseum gegründet, danach weitere Einrichtungen wie eine wissenschaftlich ausgerichtete Stadtbibliothek in Bromberg. 1903 wurde eine Königliche Akademie zu Posen gegründet, damit hatte die Provinz Posen als vorletzte  (vor Westpreußen) auch eine Hochschule.

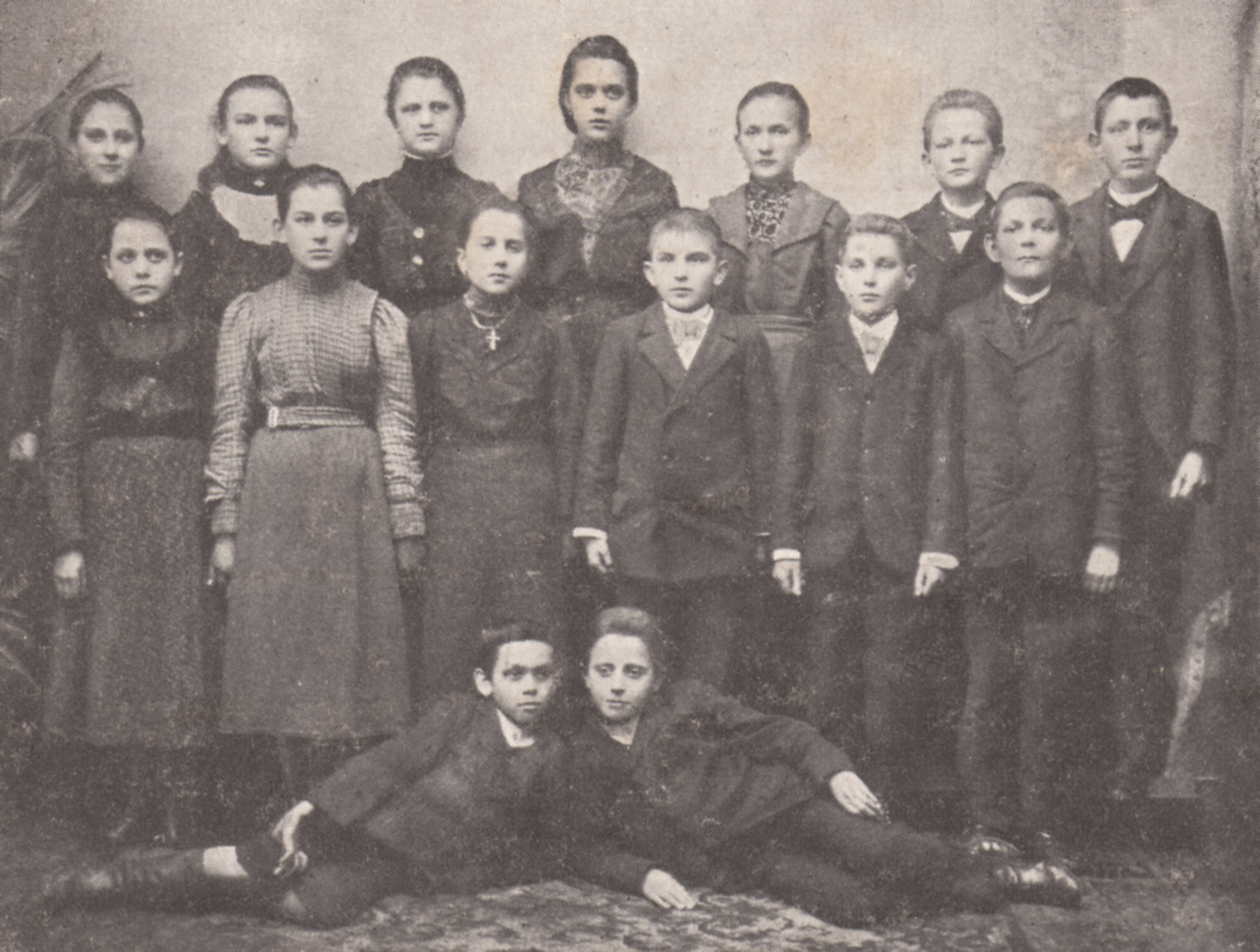
Schulkinder in Wreschen, um 1901

1901 kam es zum Wreschener Schulstreik, als polnische Volksschüler sich weigerten, im Religionsunterricht auf Deutsch zu antworten, was nun von ihnen verlangt wurde. Sie wurden mit körperlichen Züchtigungen und weiteren Maßnahmen bestraft, was europaweites Aufsehen erregte. 1906/07 folgten Streiks in mehreren hundert Schulen in den Provinzen Posen und Westpreußen, die ebenfalls hart bestraft  wurden, aber auch ergebnislos blieben.

## Gymnasien

### Geschichte

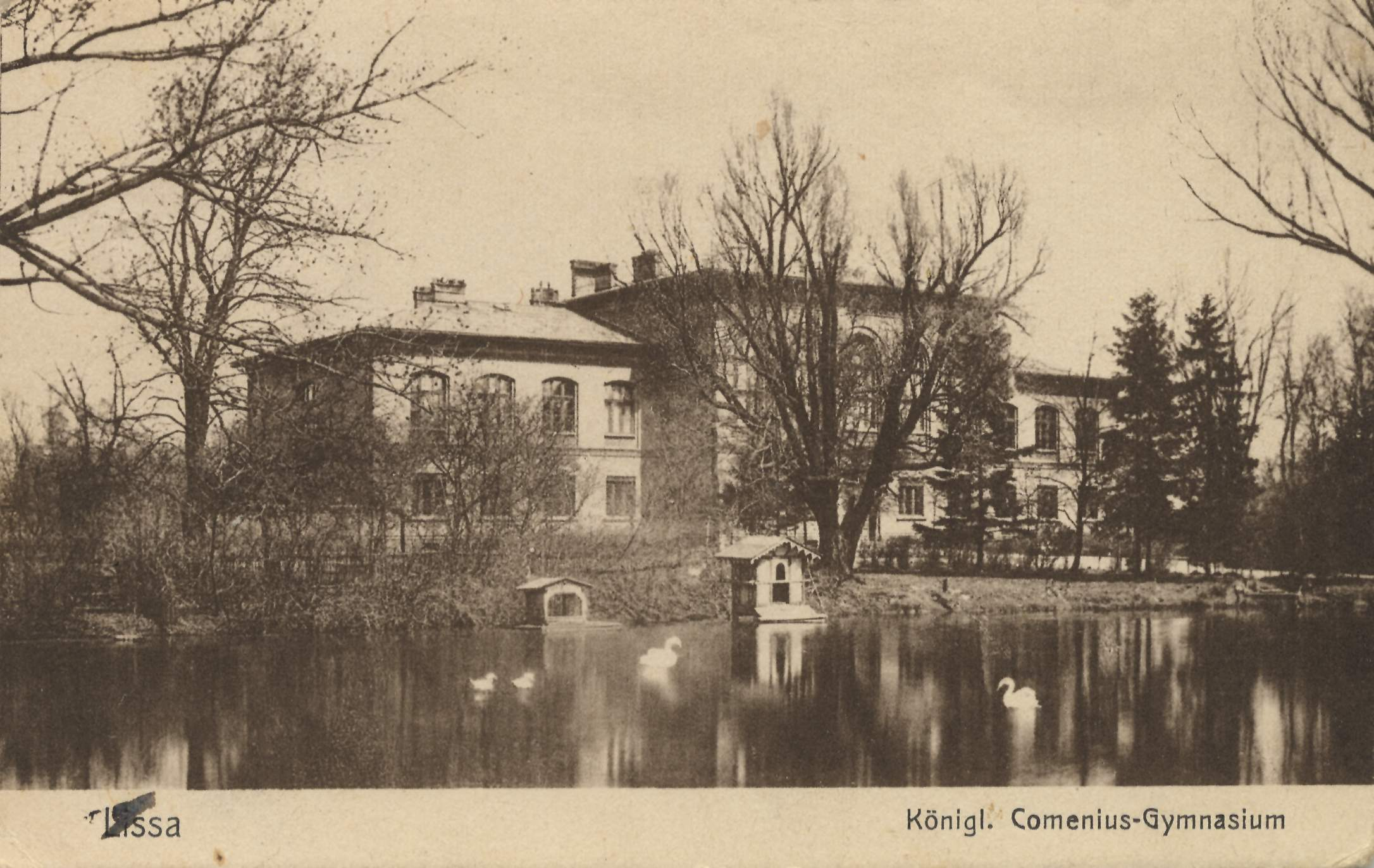
Königliches Comenius-Gymnasium zu Lissa, 1901

Seit der Übernahme des Gebietes Großpolen 1793 durch Preußen wurden die bestehenden Gymnasien in Lissa und Trzemeszno übernommen. 1804 wurde eines in Posen gegründet, danach weitere. 
Als Unterrichtssprache war bis in die 1860er Jahre in den einigen Gymnasien mit überwiegend polnischen Schülern Polnisch  in den unteren Klassenstufen Polnisch möglich, teilweise sogar noch in den höheren (bei Geschichte, Griechisch, Religion, in Trzemeszno, Ostrowo).
Seit den 1870er Jahren wurde die deutsche Sprache in allen Gymnasien als alleinige Unterrichtssprache durchgesetzt, der Lehrplan war stark auf die deutsche Kultur und Geschichte ausgerichtet.

### Einzelne Gymnasien
Es gab insgesamt 19 Gymnasien in der Provinz Posen.
- Königliches Gymnasium, Posen, 1804–1834
- Friedrich-Wilhelms-Gymnasium, Posen, 1834–1919, evangelisch, meist mit deutschen Schülern, wichtigstes Gymnasium in der Provinz Posen
- Marien-Gymnasium, Posen seit 1834, noch bestehend, katholisches Gymnasium vor allem mit polnischen Schülern
- Königliches Berger-Gymnasium, dann Auguste-Viktoria-Gymnasium, Posen, 1898–1919

- Königliches Gymnasium zu Bromberg
- Königliches Gymnasium zu Fraustadt
- Königliches Gymnasium zu Gnesen
- Königliches Gymnasium zu Inowraclaw (dann Inowrazlaw, dann Hohensalza)
- Königliches Wilhelms-Gymnasium, Krotoschin, 1854–1919
- Königliches Comenius-Gymnasium, Lissa, 1555–1945, nach 1919 als deutsches Gymnasium weiter genutzt
- Königliches Gymnasium zu Meseritz, fast nur mit deutschen Schülern
- Königliches Gymnasium zu Nakel
- Königliches Katholisches Gymnasium zu Ostrowo, seit 1845, fast nur polnische Schüler
- Königliches Gymnasium zu Rawitsch
- Königliches Gymnasium zu Rogasen
- Königliches Gymnasium zu Schneidemühl
- Königliches Gymnasium zu Schrimm
- Königliches Katholisches Gymnasium zu Trzemeszno, 1776–1863, fast nur polnische Schüler, geschlossen wegen Beteiligung von Schülern  am polnischen Januaraufstand in Russisch-Polen
- Königliches Gymnasium zu Wongrowitz

Daneben gab es ein Realgymnasium und zwei Progymnasien
- Königliches Realgymnasium Bromberg
- Progymnasien in Tremessen und Kempen

## Weitere Bildungseinrichtungen

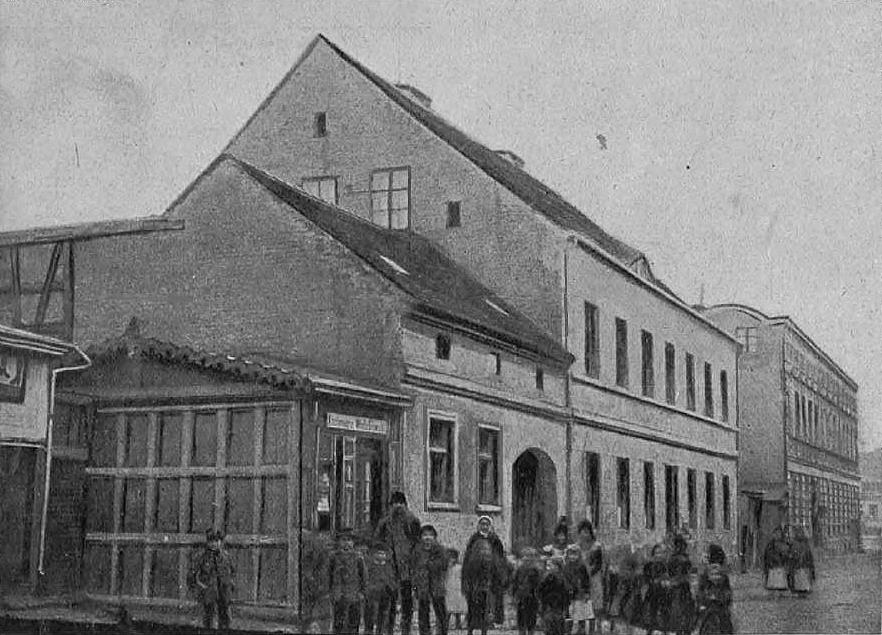
Volksschule in Wreschen, um 1901

Weitere Bildungseinrichtungen in der Provinz Posen waren
- höhere Mädchenschulen in Bromberg und Schneidemühl
- zahlreiche Volks- und Mittelschulen

- Taubstummenanstalten in Posen, Bromberg und Schneidemühl
- Blindenanstalt in Bromberg
- Präparandenanstalten in Czarnikau, Lobsens, Rogasen, Lissa, Meseritz, Bromberg, Wollstein, Schneidemühl und Schönlanke
- Lehrerseminare in Bromberg, Exin, Schneidemühl, Paradies, Koschmin und Rawitsch (2)
- Lehrerinnenseminare in Posen und Bromberg (2)
- Theologische theoretische Seminare (katholische Priesterseminare) in Posen und Gnesen, die vom Erzbistum Gnesen-Posen unterhalten wurden und nicht der preußischen Schulbehörde unterstanden

- Königliche Akademie zu Posen, 1903–1919, einzige Hochschule in der Provinz Posen